# 碧藍幻想 Versus -RISING-
《碧藍幻想 Versus -RISING-》（簡稱「GBVSR」）是亞克系統開發的2D格鬥遊戲，Cygames發行。本作為《碧藍幻想Versus》的續作。

## 遊戲玩法
本作遊戲引入新機制，包括消耗50％奧義量表的「終極技能」、消耗「英勇點數（BP）」來突破對方防禦的「怒氣衝擊」、迅速接近對手發動攻勢的「衝刺攻擊」以及近距離攻擊中連按攻擊按鈕所衍生的「Triple Attack」。除此之外，本作還提供在「線上大廳」的普通對戰、「碧藍小戰！」和基於線上大廳，最多30位玩家的「碧藍小角色！傳奇之戰」的迷你遊戲。「碧藍小角色！傳奇之戰」有五種不同玩法，分別為「極躍衝刺」、「巨像強襲」、「蹦跳生存戰」、「硬派之王」、「日緋色金歡樂派對」。

### 可操控角色
本作繼承前作所有角色並增加4名角色。
| 常驻角色   | 常驻角色   | 常驻角色 | 常驻角色   |
| ---------- | ---------- | -------- | ---------- |
| 亞妮拉     | 格里姆尼爾 | 妮雅     | 齊格菲     |
| 季票第一彈 |            |          |            |
| 路西弗     | 2B         | 范恩     | 貝雅特麗絲 |
| 滅赦希亞   | 碧卡拉     |          |            |
| 季票第二彈 |            |          |            |
| 聖德芬     | 嘉列翁     | 維爾納斯 | 梅格       |
| 伊露莎     |            |          |            |

其中一些新角色最初是2022年角色人气投票的獲勝者，原計劃在前作中作為DLC角色。季票第一弹由六個角色組成，其中一位最初是本作故事情節中不可玩的主要頭目，而另一位是本作創建的原創角色。作為標誌Arc System Works開發的遊戲，本作是繼《聖騎士之戰 -奮戰-》後首次採用第三方客串角色的遊戲。

## 發行
本作原定於2023年11月30日發行，但为了微調遊戲而将發行日期推遲至12月14日。

### 宣发
2023年12月，Cygames邀请金爆樂團作為宣傳大使為本作和《碧藍幻想Relink》宣傳。2024年4月1日，為慶祝愚人节而邀請創作團體「AC 部」翻新官方網站，並將其改名為《碧藍幻想 Versus 雷・神・具》。

## 評價
| 汇总媒体             | 得分                   |
| -------------------- | ---------------------- |
| Metacritic           | PC：88/100 PS5：81/100 |
| OpenCritic（推荐率） | 94%                    |

本作在评论汇总网站Metacritic獲得“普遍好評”。而OpenCritic則獲得94%的推薦率。

### 荣誉
| 年份   | 奖项               | 类别         | 结果 | 参考资料 |
| ------ | ------------------ | ------------ | ---- | -------- |
| 2024年 | 第27届D.I.C.E.大奖 | 年度格鬥遊戲 | 提名 | [ 20 ]   |
| 2024年 | 游戏大奖           | 最佳格鬥遊戲 | 提名 | [ 21 ]   |

## 外部連結
- 官方网站